# Platyproctus flavidus
Platyproctus flavidus är en insektsart som beskrevs av Dubovsky 1966. Platyproctus flavidus ingår i släktet Platyproctus och familjen dvärgstritar. Inga underarter finns listade i Catalogue of Life.